# Кримські походи (1687—1689)

Кримські походи 1687 і 1689 рр.

Кри́мські похо́ди — військові походи московсько-українських військ проти Кримського ханства в 1687 та 1689 рр.

## Історія
Уклавши у 1686 році «Вічний мир» з Польщею, Московське царство вступило до «Священної ліги» — коаліції Священної Римської імперії, Венеції й Речі Посполитої, що боролися проти агресії султанської Туреччини та її васала — Кримського ханства. У травні 1687 року московське військо (близько 100 тис. вояків) на чолі з князем В. В. Голіциним виступило з України; разом з московськими військами в поході брали участь донські і запорізькі козаки. Коли московське військо перейшло р. Кінські Води, кримські татари підпалили степ, позбавивши експедицію паші для коней. 17 червня 1687 року було ухвалено рішення про повернення в Україну. На вимогу козацької старшини, підтриманої Голіциним, московський уряд змістив гетьмана Самойловича, що негативно ставився до війни з Туреччиною і Кримом, і на його місце поставив Івана Мазепу. У 1688 році почалася підготовка до нового походу на Крим. Ранньою весною 1689 року московське військо (близько 150 тис. вояків) рушили на південь. 15 травня в урочищі Зелена Долина відбувся жорстокий бій із загонами кримського хана, напад яких було відбито. 20 травня московське військо підійшло до фортеці Перекоп, однак через несприятливе співвідношення сил відмовилося від її облоги і 21 травня почало відхід. Кримські походи 1687 і 1689 років відволікли сили кримських татар, що надало допомогу союзникам Московії. Але походи не вирішили завдання забезпечення південних кордонів Московського царства, а їх невдалий результат став однією з причин падіння уряду Софії Олексіївни та князя Голіцина.

## Похід 1687 року
У 1684 р. в Європі виникла антитурецька Священна ліга у складі Австрії, Польщі та Венеції. У 1686 р. Московія вступила у військовий союз проти Туреччини. Відповідно до прийнятого плану московське військо повинно було розгорнути наступальні дії проти кримських татар. У цьому виражається новий курс зовнішньої політики Московського царства, спрямованої на боротьбу з татаро-турецькою агресією.
Наприкінці 1686 р. почалася підготовка до кримського походу, що полягала в оголошенні указу «великих государя» (Івана і Петра, від імені яких з 1682 р. керував державою уряд царівни Софії) про збір ратних людей, в складанні в розрядах розписів їх по полкам, у визначенні збірних пунктів, у пошуках грошових коштів, у підготовці наряду та боєприпасів, в заготівлі продовольства, у комплектуванні обозу.
Пунктами зосередження військ (до 1 березня 1687 р.) були призначені: Охтирка (великий полк князя Голіцина), Суми, Хотмижськ, Червоний Кут. 22 лютого 1687 р. призначені воєводи виїхали з Москви до своїх позицій. Полки збиралися повільно, багато ратних людей виявлялося в «нетчіках». Організаційний період зайняв більше двох місяців.
Генерал Гордон (один з іноземних воєначальників) попереджав великого воєводу Голіцина про головні труднощі походу — необхідність подолання великого простору безводного степу. Однак будь-яких спеціальних заходів у цьому відношенні зроблено не було.
До початку травня 1687 р. на березі р. Мерло (загальний пункт зосередження) московське військо нараховувало 112902 особи (без війська гетьмана України і без холопів). Склад у цього війська був такий: Категорії ратних людей | Кількість до загальної чисельності у відсотках
- Московські чини, дворяни і діти боярських 8712 | 7,7 %
- Солдати 49363 | 43,8 %
- Копейщики, рейтари і гусари 26096 | 23,1 %
- Стрільці 11262 | 10 %
- Черкаси 15505 | 13,7 %
- Інші 1964 | 1,7 %
- Разом 112902

Ратні люди солдатські, рейтарська і гусарська служби, а також копейщики, тобто нові полки, становили 66,9 % (75459 осіб). Отже, питома вага військ сотенної служби постійно зменшувався. Чисельність кінноти (46,3 % — 52277 осіб) і чисельність піхоти (53,7 % — 60625 осіб) майже рівна, що свідчить про структурні зміни московського війська — підвищення питомої ваги піхоти у зв'язку з зростанням її ролі в бою.
Похідне військо складалося з великого полку і з чотирьох розрядних полків: Севського, Низового (Казанського), Новгородського і Рязанського. На початку травня полки рушили повз Полтаву на південь, перейшли через річки Оріль і Самару і повільно просувалися в напрямку до Кінських Вод.
Припускаючи, що татари зустрінуть московське військо на підступах до Криму, план передбачав фронтальний наступ в поєднанні з діями донських і запорізьких козаків на флангах супротивника.
Найхарактернішим є організація похідного руху в степових умовах при наявності досить рухомого супротивника (легка татарська кіннота).
До авангарду Голіцин виділив два солдатських і п'ять стрілецьких полків. Отже, похідні варти складалися з піхоти. Верхівці невеликими загонами вели спостереження, не відриваючись далеко від піхоти.
Похідний порядок являв собою компактну масу, ядром якої був обоз, що налічувала 20 тис. возів. Джерела (наприклад, Гордон) повідомляють, що головні сили рухалися у похідній колоні, яка мала понад 1 км по фронту і до 2 км у глибину. Якщо зробити розрахунок, то вийде, що в такому прямокутнику можна розмістити тільки вози, місця ж для піхоти не знайдеться. Отже, або возів було в два рази менше, або ж похідна колона мала значно більшу протяжність в глибину (до 5 км, якщо вважати, що вози йшли двома колонами по 20 возів в ряд у кожній колоні).
Розміщення військ у похідному порядку було наступне: усередині прямокутника, що складався з двох обозних колон, йшла піхота; з зовнішньої сторони цього прямокутника — наряд; верхівці обрамляли всю похідну колону, висилаючи сторожу для розвідки супротивника.
Такий похідний порядок відповідав обстановці — умовам степової місцевості і характеру дій супротивника. Надто компактна побудова військ різко знижувала темпи їхнього руху. За п'ять тижнів похідна рать пройшла близько 300 км (тобто в середньому менше 10 км на добу). Однак Голіцин повідомляє до Москви, «що він йде в Крим з великим поспешеніем».
Недалеко від р. Самари до війська Голіцина приєдналося до 50 тис. українських козаків на чолі з гетьманом Самойловичем. Тільки тепер можна вважати, що загальна чисельність московсько-українського війська досягала 100 тис. вояків (взявши до уваги неточність обліку ратних людей, «нетчіков» і природний убуток).
13 червня військо переправилося через р. Кінські Води і стало табором недалеко від Дніпра. Незабаром стало відомо, що степ горить. Його підпалили татари з метою позбавити підніжного корму кінноту — обозних та артилерійських коней. Весь степ «почавши від Кінських Вод до самого Криму пожежами» вигорів, внаслідок чого утворилася широка (200 км) оборонна смуга на підступах до Перекопу.
Голіцин зібрав військову раду, на якій вирішили продовжувати похід. За дві доби пройшли лише близько 12 км, але коні і люди знесиліли, так як позначилися відсутність підніжного корму, води і брак продовольства.
На флангах головного операційного напрямку визначилися тактичні успіхи. Біля Овечих Вод донські козаки розбили значний загін татар. Послані до Казикермену запорізькі козаки завдали поразки супротивнику в районі урочища Каратебеня. Але все це не вирішувало результату боротьби, так як головні сили московсько-українського війська не могли продовжувати похід.
17 червня знову була зібрана військова рада, висловилися за припинення походу. Голіцин наказав відступати, прикрившись сильним ар'єргардом, що складався з московсько-української кінноти, яка отримала завдання осаджувати Казикермен. 20 червня похідне військо знову було біля Кінських Вод, де відпочивало близько двох тижнів. 14 серпня полки повернулися в свій вихідний район — береги р. Мерло. Тут Голіцин розпустив ратних людей по домівках.
Дослідник Бєлов оцінює кримський похід 1687 року р. як розвідувальну діяльність московського вищого командування. З цим, звичайно, не можна погодитися, і немає підстав виправдовувати явну непідготовленість і незабезпеченість походу великого війська в степових умовах. Не була врахована можливість степових пожеж. Запорозькі козаки мали багатий досвід використання пожеж з тактичними цілями, але Голіцин не врахував всього цього.
Військо мало великі втрати від хвороб. Погана організація походу і невиконання його цілей, відомих військовим людям, підривали довіру воїнів до командування і моральний дух війська. Звертає на себе увагу беззаперечний тактичний зміст походу, що мав і позитивний результат — було отримано перший досвід щодо подолання великого степу.
Однак при тактичній невдачі, слід зазначити безсумнівний стратегічний успіх походу, врахуваючи коаліційний характер війни. Наступ великого московсько-українського війська скував сили [258] Кримського ханства і тим самим ослабив сили Туреччини, Московія надала допомогу своїм союзникам — Австрії, Польщі та Венеції. Успішно взаємодіяли війська на віддалених один від одного театрах військових дій.
З невдалих військових дій 1687 р. московське командування зробило значний практичний висновок. У 1688 р. в гирлі р. Самари була побудована Новобогородська фортеця, що стала опорним пунктом для наступного походу.

## Похід 1689 року
Другий похід в Крим було зроблено за зміни зовнішньої та внутрішньої політичної ситуації. У Відні йшли переговори про укладення миру з Туреччиною, польський уряд не збирався активізувати діяльність своїх військ. Для продовження війни складалися явно несприятливі обставини. Однак уряд Софії ухвалив рішення про організацію другого кримського походу московського війська, розраховуючи військовими успіхами зміцнити своє положення.
Великим воєводою знову був призначений князь Голіцин. Тепер його план полягав в тому, щоб здійснити похід ранньою весною, уникаючи степових пожеж і маючи достатню кількість підніжного корму та води.
З огляду на досвід першого походу, генерал Гордон рекомендував воєводі Голіцину провести ретельнішу підготовку походу 1689 р., зокрема, взяти з собою муроломи, заготовити штурмові сходи (в степу для їх виготовлення не було матеріалів), збудувати на Дніпрі чайки (для дій з боку річки проти Казикермена). Гордон пропонував також для забезпечення тилу при настанні через кожні чотири дні переходу влаштовувати невеликі земляні укріплення. Більшість цих пропозицій не було враховано.
Пунктами зосередження похідного війська були призначені Рильськ, Обоянь, Чугуїв та Суми (великий полк). На рубежі р. Самари планувалось приєднання українських козаків.
Чисельність московського війська визначалася у 117 446 осіб (без сил гетьмана України, зобов'язаного виставити 30-40 тис. осіб). У поході брало участь значно менше сил. Артилерія налічувала до 350 гармат, військо мало двомісячний запас продовольства.
17 березня 1689 р. військо виступило в похід. На основі досвіду 1687 р. (рух величезного незграбного каре) похідний рух тепер відбувався в шести самостійних каре (великий полк, авангард і чотири розряди). Кожен розряд складався з піших і кінних полків, та будувався за схемою каре першого походу. Таке розосередження [259] війська на марші збільшувало його рухливість. У авангард були виділені полки Гордона.
На р. Самарі до війська Голіцина приєднався новий гетьман України Мазепа зі своїми козаками.
У перші дні походу військовим доводилося переносити холод, а потім настала відлига. Полки, обоз і наряд йшли по багнюці і, не маючи в достатній кількості матеріалів для наведення переправ, з труднощами переправлялися через розливи степових річок. У таких умовах темпи маршу не могли бути високими.
Для забезпечення військ в поході для ведення розвідки висилали загони кінноти. При розташуванні на відпочинок кожен [260] розряд, авангард і ар'єргард влаштовував табір, оточений рогатками, нарядом, готовим до відкриття вогню, і возами, за якими розміщувалися піхота та верхівці. Для варти висилали кінні сторожі з гарматами, які виділяли зі свого складу малі сторожі, кожна з яких також мала гармату. Від малої сторожі виставлялися парні пости. Таким чином, сторожові варти складалися з трьох ліній забезпечення.
15 травня під час руху московсько-українського війська по Казикерменській дорозі до Чорної Долини з'явилися значні сили татар і атакували авангард. Атаки татар були відбиті і військо продовжувало марш.
16 травня на підступах до Перекопу великі сили татар повели атаку на тил похідного війська. Піхота та верхівці сховалися в таборі, наряд ж відкрив вогонь і відбив напад противника. Слідом за цим татари атакували лівий фланг, завдавши значних втрат Сумському і Охтирському полкам українських козаків. Наряд знову не дав можливості ворогу розвинути успіх і відбив атаки супротивника.
Врахувавши досвід бою, воєводи виробили перегрупування родів військ. Верхівців розмістили тепер всередині обозу, за піхотою і нарядом.
17 травня противник намагався не допустити московсько-українське військо до Каланчака. «Жорстокі напуски ворога» успішно відобивалися вогнем наряда і піхоти. 20 травня на безпосередніх підступах до Перекопу кримський хан ще раз намагався завдати поразки московсько-українському війську, оточивши його своєю кіннотою. Однак і цього разу атаки ворога успіху не мали. В кінцевому підсумку татари змушені були сховатися за укріпленнями Перекопу.
Перекоп являє собою невеликий перешийок — ворота до Криму. У XVII ст. він був добре укріплений. Весь семикілометровий перешийок перехоплено сухим глибоким ровом (від 23 до 30 м), висланим каменем. Насипаний з кримською боку земляний вал було посилено рядом кам'яних веж. Єдині ворота залишалися позаду цитаделі, за якою було місто. Цитадель і башти мали на озброєнні артилерію.
Московсько-українське військо почало готуватися до штурму укріплень Перекопу. Відразу ж позначилася відсутність необхідної техніки для подолання фортечних споруд, про своєчасну підготовку якої попереджав Гордон. Полки успішно здійснили важкий марш через великий степ, відбили атаки татар на підступах до Перекопу, але тепер не мали відповідних засобів для прориву потужних оборонних споруд. На додаток до цього не виявилося прісної води і підніжного корму для коней, а також виявився [262] брак хліба. Спекотна погода підсилювала спрагу людей і коней. За деякими даними, противник мав велику чисельну перевагу (до 150 тис. вояків) (294).
На запит Голіцина про спосіб подальших дій воєводи відповіли: «Служити і кров свою пролити готові, тільки від безводдя і від безхліб'я вимучились, промишляти під Перекоп не можна, і відступити б геть». Українське командування ухвалило рішення про відступ, відмовившись від досягнення поставленої урядом стратегічної мети, але тим самим рятуючи військо від можливого знищення. Такому рішенню сприяли переговори про мир кримського хана з Голіциним, що відзначає «Літопис Самовидця»: «Останній, вдавшися до хитрощів, коли війська почали під Перекоп шанцями приступати, вони (татари. — Є. Р.), миру некая, поступили князю Голіцину спокутував …»(295)
В кінцевому підсумку московсько-українське військо «з жаліем та лайку на гетьмана» почало відступ. Татари знову підпалили степ, і відступ відбувався у важкій обстановці. Ар'єргардом командував Гордон, він відзначив у своєму щоденнику, що труднощі могли зрости, якщо б хан організував переслідування усіма силами. Однак для цієї мети він вислав лише частину своєї кінноти, протягом восьми діб нападаючи на відступаючих.
29 червня московське військо досягло р. Мерло, де Голіцин розпустив ратних людей по домівках. Однією з причин невдачі кримських походів були нерішучість, хитання та бездіяльність головнокомандувача Голіцина, що підривало моральний стан військ.
Не досягнувши поставленої мети, похід все ж мав позитивний стратегічний результат. Українське військо скувало сили кримського хана і не дозволило йому надати допомогу турецькому султану на Дністрі, Пруті та Дунаї. Московські полки йшли проти кримського хана, а в Туреччині говорили: «Московити йдуть на Стамбул». Кримські походи сприяли успішним діям венеційського флоту. Ці походи мали велике загальноєвропейське значення.
Одним з наслідків тактичних невдач кримських походів було падіння уряду Софії. Таким чином, політична мета, яку ставив уряд, не була досягнута. Кримські походи дали зворотний результат. В описаних подіях наочно виступає вплив ходу військових дій на внутрішню політичну обстановку.

## Значення Кримських походів
Кримські походи були військовими діями Московського царства в складі європейської антитурецької коаліції.
У Чигиринському і кримських походах були залучені великі сили московського війська в одному стратегічному напрямку, маючи одну задачу (деблокада Чигирина, прорив Перекопських укріплень). Збільшення чисельності похідного війська було одним з наслідків введення нової системи збройної організації, поряд з якою продовжували існувати залишки старої системи.
Негативно позначалася різнорідність війська, що складалося з полків віджилої старої помісної системи та нових полків солдатського, списного, драгунського і рейтарського зразків. Не виправдала себе і різна організація піхоти (солдатські та стрілецькі полки). Вимогам тогочасної тактики відповідали солдатські полки, що включали до свого складу мушкетерів і списників. В походах виявилися низька боєздатність помісної кінноти, яку командування змушене було вкривати всередині табору.
Постачання похідного війська продовольством і фуражем мало також різні основи. Нова система організації вимагала і нових принципів постачання. Поряд з централізованим постачанням нових полків продовжувала існувати самозабезпечення Помісного війська, внаслідок чого в похід виступали занадто громіздкі обози. На поході і при розташуванні війська на відпочинок обозу виконували тактичні функції. Гуляй-город як тактичний засіб себе вичерпав. Стара стрілецька піхота від атак кінноти ховалася в таборі. Солдатські і списні полки були навчені застосування так званих «іспанських рогаток».
У відношенні адміністративного устрою московського війська і тактичного його розчленовування на поході та на полі бою в період кримських походів продовжували зберігатися старі форми — формування його з п'яти розрядних полків, хоча під час московсько-польської війни за Україну в результаті процесу розпаду помісної системи зник поділ війська на великі полки, полки правої та лівої руки, ертоул та засадний, або сторожовий полк. Ці старі форми суперечили новому тактичну змісту, тогочасним вимогам війни та ведення бою. Бойова практика вимагала вирішення цього протиріччя, від чого залежало підвищення боєздатності московського війська.
Змінювалася роль родів військ в польовому бою. Похідне військо мало сотні гармат, успішно відбивало атаки кінноти. Тепер верхівці початку ховатись за піхоту і артилерію (а не в гуляй-місто). У сторожової варти підрозділи кінноти також мали гармати.
У кримських походах московське командування придбало досвід проходження великих військових мас у безводних степах в умовах літньої спеки і весняного бездоріжжя. Виявилися доцільність розчленовування похідного порядку на кілька тактичних одиниць, при наявності, однак, прагнення до збереження компактних мас і правильних геометричних форм їх побудови. Ретельна організація служби варти забезпечувала складові частини війська (розрядні полиці) від раптових нападів противника.